# Vozovna Golęcin
Vozovna Golęcin je jedna z dvou tramvajových vozoven ve Štětíně, provozovaných společností Tramwaje Szczecińskie (tou druhou je vozovna Pogodno). Leží v části Żelechowa patřící do štětínské městské části Sever.

## Historie
Golęcinská vozovna zahájila provoz roku 1898 a je tak nejstarším dosud provozovaným tramvajovým depem ve Štětíně. Vzhledem k tomu, že geologické podmínky neumožnily stavbu průjezdné vozovny, byla konstruována jako neprůjezdná. V letech 1907 a 1923 proběhla její rekonstrukce. Roku 1992 byla vozovna rozšířena o dvě další koleje. Zastřešení těchto kolejí bylo obnoveno v letech 2004–2007. Tehdy byla také vyztužená okna opravárenských a renovačních hal nahrazena celulárním polykarbonátem. Ve všech sanitárních, administrativních a dílenských místnostech a opravárenských halách byly prováděny renovační práce. Opraveno bylo také zastřešení kolejí.

## Provoz
V dubnu 2020 se ve vozovně Golęcin nacházely 82 vozy určené pro osobní dopravu. Jedná se o tramvaje typů Tatra T6A2D, Konstal 105Na, Konstal 105Ng/S, Moderus Alfa a Konstal 105N2k/2000.